# ニコラエ・チウカ
ニコラエ・チウカ（ルーマニア語: Nicolae Ciucă、1967年2月7日 - ）は、ルーマニアの政治家。国民自由党 (PNL) 所属。

## 経歴
ルーマニア陸軍の退役将軍。アフガニスタンとイラク戦争に参戦し、2015年から2019年まで参謀総長。2019年から2021年まで国防大臣。ルドビク・オルバン首相の辞任に伴って、2020年12月7日から12月23日には首相代行を務めた。その後、フロリン・クツ新首相の辞任表明をうけて大統領から組閣を要請され、所属政党である国民自由党に加え、社会民主党（PSD）とルーマニア・ハンガリー人民主同盟（UDMR）の支持も得て11月25日に首相に就任したが、2023年6月12日に辞任した。2022年から国民自由党の代表、2023年から元老院（上院）議長をそれぞれ務めている。